# 披縫
披縫是青銅器鑄造工藝術語，一般來說，是鑄造時形成的瑕疵。當金屬液體流入組合塊範分範面之間的空隙，或者是陶範的裂隙時，鑄件上便會產生凸出的片狀物；這種片狀物就是披縫。其中，披縫如果是金屬液體流入組合塊範分範面之間的空隙而形成的，也稱作範線。焚失法是一種避免披縫的鑄造工藝。